# Ilhéu Gabado
L'Ilhéu Gabado és un illot al golf de Guinea i és una de les illes més petites de São Tomé i Príncipe. Ilhéu Gabado no forma part del proper Parc Natural d'Ôbo. L'illot es troba a 410 m a l'oest de l'illa de São Tomé. La seva longitud és de 360 m d'est a oest i el seu ample és de 95 m. Tot el terreny està completament boscós. Durant l'Edat de Gel va formar part de l'illa de São Tomé fins als voltants del 4.000 al 2.000 aC. Al nord es troba un altre illot conegut com a São Miguel.
L'illot no està habitat pels humans. La fauna domina l'illa, la dominant són només ocells i del mar inclosos els peixos i els crustacis. L'illot és d'origen volcànic i no disposa d'un volcà separat proper a São Tomé, però en forma part.
L'illot va ser descobert pels portuguesos al gener de 1471 quan es va descobrir la propera illa de São Tomé.